# Claude Louis de Saint-Germain

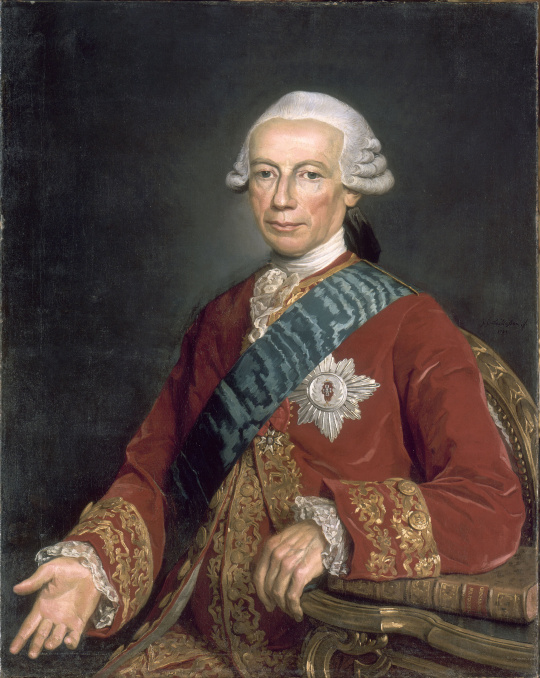
Claude Louis de Saint Germain

Claude Louis graaf van Saint-Germain (Vertamboz, 15 april 1707 - Parijs, 15 januari 1778) was een Frans generaal en maarschalk van Frankrijk. 
Hij genoot zijn opleiding aan een jezuïetencollege, bedoeld als vooropleiding om priester te worden. Op het laatste moment echter ontving hij van Lodewijk XIV van Frankrijk een aanstelling als luitenant. Volgens het roddelcircuit in die dagen verliet hij Frankrijk enige tijd later door een duel, en diende hij onder de keurvorst van de Palts, als officier in het Hongaarse leger tegen de Turken en onder de vlag van Beieren in de Oostenrijkse Successieoorlog in 1740. In deze aanstelling werd hij naar aanleiding van zijn getoonde moed gepromoveerd tot luitenant veldmaarschalk. 
Na de dood van keizer Karel VII Albrecht verliet hij Beieren om zich, na een korte diensttijd onder Frederik de Grote in Pruisen, te voegen onder Maurits van Saksen in de Zuidelijke Nederlanden, waar hij de rang van veldmaarschalk kreeg in het Franse leger. Hij onderscheidde zich in de slagen bij Rocourt (1746), Lafelt (1747) en de inname van Maastricht (1748). Bij het uitbreken van de Zevenjarige Oorlog in 1756 viel hij echter ten prooi aan politieke intriges aan het hof. Hij nam ontslag uit het leger in 1760 en verhuisde naar het Deense leger onder Frederik V van Denemarken, waar hij zich stortte op de reorganisatie van het leger. Voor zijn verdiensten werd hij in 1763 benoemd tot ridder in de Deense Orde van de Olifant.
Na de dood van Frederik in 1766 keerde hij terug naar Frankrijk, waar hij een landgoed kocht in de Elzas. Hij bracht zijn tijd door als boer. Na enige jaren keerde hij in 1775 terug in Parijs. Hij werd benoemd tot maarschalk van Frankrijk en minister van Oorlog in het kabinet van Lodewijk XVI. In deze functie bracht hij het aantal officieren in het Franse leger terug en voerde hij een hogere mate van discipline in, in navolging van zijn ervaringen in Pruisen en Denemarken. Dit beleid werd hem echter niet in dank afgenomen door de politieke en militaire elite, waardoor hij in 1777 gedwongen werd af te treden. Als dank voor zijn bewezen diensten ontving hij een pensioen van 40.000 livres. Saint-Germain overleed in zijn appartement in Parijs op 15 januari 1778. 